# Carlos Queiroz
Carlos Queiroz, OIH (IFA: ˈkaɾluʃ kɐiˈɾɔʃ: født 1. marts 1953) er en portugisisk fodboldtræner der siden 2011 har haft ansvaret for Irans fodboldlandshold. Han har tidligere været træner for det portugisiske fodboldlandshold. Han var Alex Fergusons assistenttræner for den engelske klub Manchester United, hvor han har haft to perioder. Queiroz var den femte assistent Ferguson havde gennem sine 20 år i klubben efter Archie Knox, Brian Kidd, Walter Smith og Steve McClaren.
Queiroz har vundet adskillige priser som træner på juniorniveauer, og han har været en vellykket træner på senior- og klubniveauer, hovedsageligt som Alex Fergusons assistentmanager. Han betragtedes som det nye fund af det portugisiske "Golden Generation" i starten af 1990’erne, hvor de mest fremtrædende omfattede Luís Figo og Rui Costa som begge blev valgt til FIFA 100. I 1998 skrev han "Q-Report", der indeholdt detaljerede planer for at øge fodboldspilleres udvikling i USA.

## Karriere
Han blev født i Nampula i Den Portugisiske Oversøiske Provins Mozambique (nu Mozambique) af portugisiske bosættere. Queiroz havde en kort professionel karriere som spiller, da han spillede i Mozambique før han blev manager. Han flyttede til Portugal, efter Nellikerevolutionen den 25. april 1974 og Mozambiques erklæring om uafhængighed i 1975, og der byggede han et ry op for at arbejde med unge spillere. Han trænede det portugisiske U-20-landshold og forte dem til FIFA World Youth Championship-sejre i både 1989 og 1991. Som hovedtræner for det portugisiske U-20-hold, blev Queiroz krediteret for at have fundet den "gyldne generation" i portugisisk fodbold der omfattede Luís Figo, Rui Costa, Fernando Couto, João Vieira Pinto og Jorge Costa, hvoraf fem af dem er kommet med i top 6 over spillere der har spillet flest kampe for Portugal.

### Tidlig seniorkarriere
I 1984 blev Queiroz udpeget som assistantmanager for Estoril-Praia. Efter han succes med Portugals ungdomslandshold, blev Queiroz valgt som træner på seniorlandsholdet i 1991. Senere lavede han en rekord på 14 sejre i 31 kampe, men Queiroz formåede ikke at kvalificere Portugal til EM i fodbold 1992 (da de tabte kvalifikationskampen til Holland) og heller ikke til VM i fodbold 1994 (da de blev slået ud af Italien og Schweiz). Efter hans sidste kamp som landsholdstræner, (et 0-1-nederlag til Italien, som medførte til Portugals elimation) forlod Queiroz noget bitter sin plads, efter at han berømt udtalte: "der er behov for at fjerne snavs i det portugisiske fodboldforbund". Han kom derfor til at træne det portugisiske SuperLiga-hold Sporting i 1994, det skete med en kontroversiel udskiftning af Bobby Robson, som dengang var ved roret, dog toppede de alligevel ligaen senere hen under Queiroz.
I Sporting overtog Queiroz et stjerne-besat mandskab bestående af talenter som Luís Figo, Krasimir Balakov, Stan Valckx, Nuno Capucho, Paulo Sousa, Pacheco, Jorge Cadete og mange andre, og det ansås af mange for at være dem bedste trup i Sporting i mange år. På trods af nogle imponerende indsatser, tabte Queiroz mesterskabstitlen, i en kamp de endte med at tabe 3-6 mod de berømte rivaler Benfica. I den kamp, selvom João Vieira Pinto styrede spillet og lavede en god præstation til Queiroz's fordel (da han scorede et hattrick), skiftede Queiroz's ud i halvlegen. Det var venstrebacken Paulo Torres der kom på banen i stedet for den angribende midtbanespiller Edgar Pacheco (da resultatet stod på 3-2). Det viste sig at være et rigtig dårligt taktisk træk, som afbalancerede holdet og gjorde at kampen endte med et stort nederlag til Queiroz's trup. Alligevel blev han i klubben i både 1994-1995- og 1995-1996-sæsonerne, men der manglede stadig resultater (det eneste de vandt var Portuguese Cup i 1995), på trods af store investeringer, der første bestyrelsen til at miste tålmodigheden i forhold til Queiroz. Han forlod endelig klubben i 1996.
Han trænede efterfølgende NY/NJ MetroStars i USA og det japanske hold Nagoya Grampus Eight. Mens han var i de klubber, fandt han tid til at forfatte "Q-Report", der havde detaljerede planer om professionalisering af udviklingen af fodboldspillere i USA. Queiroz vendte tilbage til at træne landshold i 1999, da han tog jobbet som træner for De Forende Arabiske Emirater, før han blev træner for Sydafrika i 2000. Med Queiroz i spidsen kvalificerede Sydafrika sig til VM i fodbold 2002, men Queiroz gik af posten som træner inden slutrunden, efter at være kommet i uenigheder med det sydafrikanske fodboldforbund, South African Football Association.
Queiroz blev derefter assistenttræner i den engelske klub Manchester United i juni 2002. Han begyndte sit arbejde i starten af 2002–03-sæsonen, hvor han arbejdede ved siden af Alex Ferguson, som havde gået uden en assistent siden Steve McClarens afgang i sommeren 2001. Efter Queiroz's ankomst nåede Manchester United op på topholdet Arsenal, og de vandt derefter Premier League-titlen.
Den 8. september 2021 blev Carlos Queiroz udnævnt til Egyptens træner.<ref>Radio France International (2021-09-09). "Egypte: Carlos Queiroz nouveau sélectionneur des Pharaons". Radio France International. Hentet 2021-09-09. (fransk)</ref